# Chatsworth (Kalifornien)

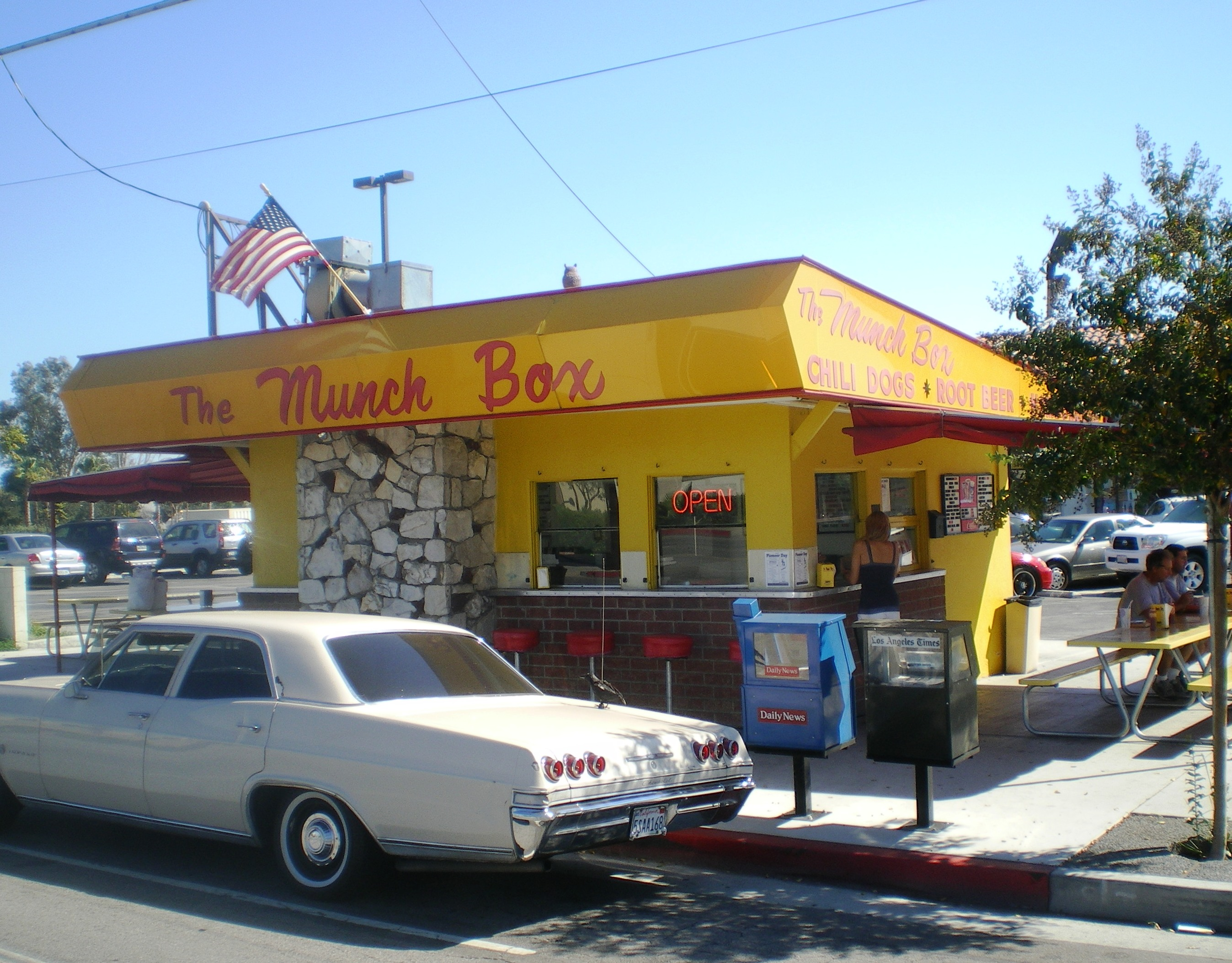
Historisches Schnellrestaurant in Chatsworth

Chatsworth ist ein Stadtteil von Los Angeles und liegt im Nordwesten des San Fernando Valley. 2000 lebten in Chatsworth 35.307 Personen.

## Geschichte
Das Gebiet des heutigen Chatsworth wurde vor der Ankunft der Weißen von Indianern des Fernandeño- und des Chumashstammes bewohnt. Sie lebten in kleinen Dörfern. Von diesen ursprünglichen Bewohnern konnten zahlreiche Artefakte, unter anderem Höhlenmalereien gefunden werden. Die Mehrzahl der Funde werden heute im Chatsworth Museum ausgestellt.
Ab 1769 wurde das Gebiet des San Fernando Valley in das System der Missionsstationen der Spanier einbezogen. Das Gebiet Chatsworths gehörte hierbei zur 1797 gegründeten San Fernando Mission. 1821 kam es zur Unabhängigkeit Mexikos und zum Ende des Missionssystems. Das Gebiet des heutigen Chatsworth war damit Teil von Grundeigentum der ehemaligen Missionsstationen, die durch die mexikanische Regierung 1834 verkauft werden sollte. Für das Gebiet fand sich indessen kein Käufer und es blieb Eigentum des mexikanischen Staates. Mit dem Anschluss Kaliforniens an die Vereinigten Staaten von Amerika und dem Goldrausch in Kalifornien entwickelte sich Chatsworth zu einer Kleinstadt und einer wichtigen Station auf dem Weg von Los Angeles nach San Francisco.
Nach dem Inkrafttreten des Homestead Act siedelten sich 1870 mit Neils and Ann Wilden Johnson die ersten englischsprachigen Siedler im heutigen Gebiet von Chatsworth am Brown’s Canyon an. Ihnen folgten zahlreiche weitere Siedler. Am 10. Oktober 1888 legte George R. Crow Planungen für eine Ortschaft mit dem Namen Chatsworth Park beim County von Los Angeles vor. Die Planungen sahen eine landwirtschaftlich geprägte Siedlung mit drei Straßen (Ben Porter Avenue, Devonshire Avenue, Fernando Avenue) vor. 1893 wurde durch den Präsidenten der San Fernando Valley Improvement Company W.B. Barber geänderte Planungen beim County eingereicht. Diese Plat of Chatsworth Park Townsite sahen unter anderem zusätzlich einen Bahnhof, eine Hauptstraße und ein Geschäftsviertel vor. 1893 erfolgte dann auch der Anschluss an das Eisenbahnnetz. Der Bau des Santa Susana Eisenbahntunnels von 1898 bis 1903 sorgte dafür, dass Chatsworth zeitweise die geschäftigste Ortschaft des Valleys war.
Chatsworth liegt in einem von Natur aus nicht besonders wasserreichen Gebiet. Anfang des 20. Jahrhunderts führte dies zu erheblichen Problemen. Ab 1913 führte die Stadt Los Angeles vom Owens Valley Wasser zum San Fernando Valley und bot an auch Chatsworth mit Wasser zu beliefern, sollte sich die Gemeinde entschließen ein Teil der Stadt Los Angeles zu werden. 1915 stimmten die Bewohner Chatsworths für die Eingemeindung.
Nach dem Ersten Weltkrieg war Chatsworth ein vom Anbau von Zitrusfrüchten und Pferdezucht geprägte Gegend. In den 1920ern wurde es als Drehort für die Filmindustrie Hollywoods entdeckt. Nach dem Zweiten Weltkrieg begann die Einwohnerzahl wie im gesamten San Fernando Valley durch Zuzug stark zu wachsen. Ab 1951 begann sich Industrie in Chatsworth anzusiedeln, angefangen mit der Santa Susana rocket testing site. In den 1960ern wurde dann ein großes Industriegebiet ausgewiesen.
Bei Chatsworth brachen 2005 Waldbrände aus, die auch andere Vororte von Los Angeles bedrohten und bei denen 6800 Hektar verbrannten. Die Brände waren noch in 30 Kilometer Entfernung zu sehen.

## Wirtschaft
Der Ort gilt als ein Zentrum der Produktion von Pornofilmen in den USA. Unter anderem haben die AVN Media Network (AVN) ihren Sitz in Chatsworth.

## Kultur und Sehenswürdigkeiten
An Museen stehen hier das Chatsworth Museum und das Homestead Acre and Hill-Palmer House.

## Bildung
In Chatsworth befinden sich zahlreiche öffentliche und private Schulen aller Schulstufen bis zur High School.

## Söhne und Töchter Chatsworths
In Chatsworth wurden geboren:
- Buck Adams (1955–2008), Pornodarsteller und -regisseur
- Corey Feldman (* 1971), Schauspieler
- Jrue Holiday (* 1990), Basketballspieler